# Ladro d'amore (film 1923)
Ladro d'amore (Cameo Kirby) è un film muto del 1923 diretto da John Ford. La sceneggiatura si basa su Cameo Kirby, lavoro teatrale di Booth Tarkington e Harry Leon Wilson andato in scena a Broadway il 20 dicembre 1909.

## Produzione
Il film fu prodotto dalla Fox Film Corporation.

## Distribuzione
Distribuito dalla Fox Film Corporation e presentato da William Fox, il film uscì nelle sale cinematografiche USA il 21 ottobre 1923.